# نصف‌النهار ۱۵۸ درجه غربی
نصف‌النهار ۱۵۸ درجه غربی ۱۵۸مین نصف‌النهار غربی از گرینویچ است که از لحاظ زمانی ۱۰ساعت و ۳۲دقیقه با گرینویچ اختلاف زمانی دارد.
این نصف‌النهار از قطب شمال شروع و از مناطق زیر گذشته و به قطب جنوب ختم می‌شود.
- اقیانوس آرام
- آلاسکا( ایالات متحده آمریکا)